# Dehnberger Hof Theater

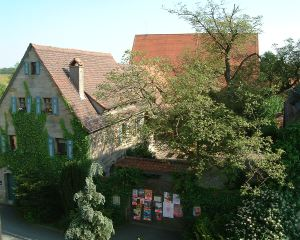
Dehnberger Hoftheater

 Das Dehnberger Hoftheater (DHT) ist eine in einem alten Bauernhof eingerichtete Theaterbühne im Gemeindeteil Dehnberg der Stadt Lauf an der Pegnitz bei Nürnberg.
Die Gründung des Theaters geht auf das Jahr 1973 zurück, als der Bauernhof von Wolfgang Riedelbauch (* 1939), Kapellmeister am Opernhaus Nürnberg, und seiner Frau erworben wurde. Als Kernstück des Theaters wurde dann die ehemalige Hopfenscheune des Hofes in eine 200 Zuschauer fassende Bühne umgebaut. Später folgten weitere, den Theaterbetrieb ergänzende Umbaumaßnahmen.
Neben Theatervorstellungen in fränkischer Mundart finden in dem Theater Kabarettveranstaltungen, Autorenlesungen sowie Konzerte von Klassik bis Folk und Jazz statt, beispielsweise im Sommer Jazz-Frühschoppen und Freiluft-Theater-Aufführungen unter freiem Himmel im Innenhof des Theaters. Darüber hinaus bietet das Dehnberger Hoftheater zahlreiche Veranstaltungen und Workshops für Kinder und Jugendliche sowie Theaterkurse für ambitionierte Amateur-Schauspieler an. Dieses vielfältige, sich nicht ausschließlich auf lokale Themen beschränkende, Veranstaltungsprogramm von ca. 200 Vorstellungen jährlich hat dazu beigetragen, dass das Dehnberger Hof Theater auch überregional bekannt geworden ist. Von überregionalen Besuchern wurden besonders die Eigenproduktionen von selten gespielten barocken Opern in Kammerfassungen (z. B. Stadens Seelewig) beachtet.
Der Verwaltungshaushalt wird von einem Kuratorium bestehend aus Bezirkstagspräsident, Landrat und Bürgermeister der Stadt Lauf unterstützt, der künstlerische Haushalt trägt sich aus Vereinsmitgliedsbeiträgen, Eintrittsgeldern und Spenden nicht zuletzt des Freundeskreises Dehnberger Hof Theater.
Am 22. September 2006 feierte das Theater sein 30-jähriges Bestehen und ernannte Ekkehard Wagner zum Ehrenmitglied, der 16 Jahre lang für den Fortbestand des Theaters sorgte.